# Yngre gudar
Yngre gudar (originaltitel The younger gods) är den fjärde boken i Drömmarna-serien av David Eddings och Leigh Eddings.